# Saint-Bonnet-de-Four
Saint-Bonnet-de-Four è un comune francese di 202 abitanti situato nel dipartimento dell'Allier della regione dell'Alvernia-Rodano-Alpi.

## Società

### Evoluzione demografica
Abitanti censiti